# Limonium vulgare
Lavande de mer, Saladelle, Lilas de mer, Lamsoor , néerlandais (litt. oreille d'agneau)
Pour les articles homonymes, voir Lavande (homonymie).
Espèce
Classification phylogénétique
La Lavande de mer (Limonium vulgare) ou Saladelle en Camargue ou Lilas de mer, est une plante herbacée vivace de la famille des Plumbaginaceae.

## Caractéristiques
Organes reproducteurs
- Type d'inflorescence: racème d'épis
- Répartition des sexes: gynodioïque
- Type de pollinisation: entomogame, anémogame, autogame
- Période de floraison: juillet à octobre

Graine
- Type de fruit: capsule
- Mode de dissémination: épizoochore

Habitat et répartition
- Habitat type: prés salés vasicoles de bas-niveau topographique
- Aire de répartition: atlantique, la manche, méditerranéenne

Données d'après: Julve, Ph., 1998 ff. - Baseflor. Index botanique, écologique et chorologique de la flore de France. Version : 23 avril 2004. 

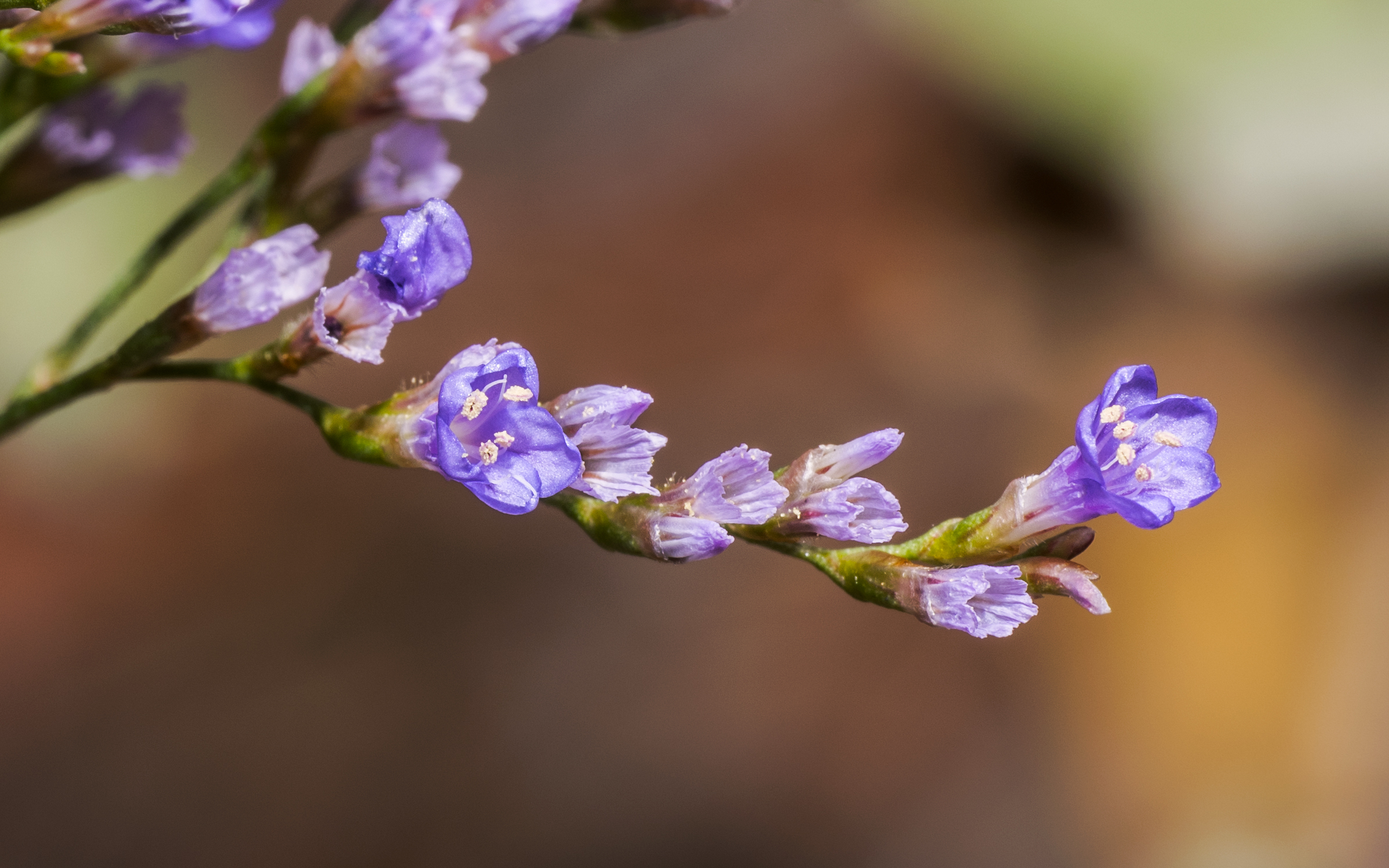
Gros plan sur des fleurs
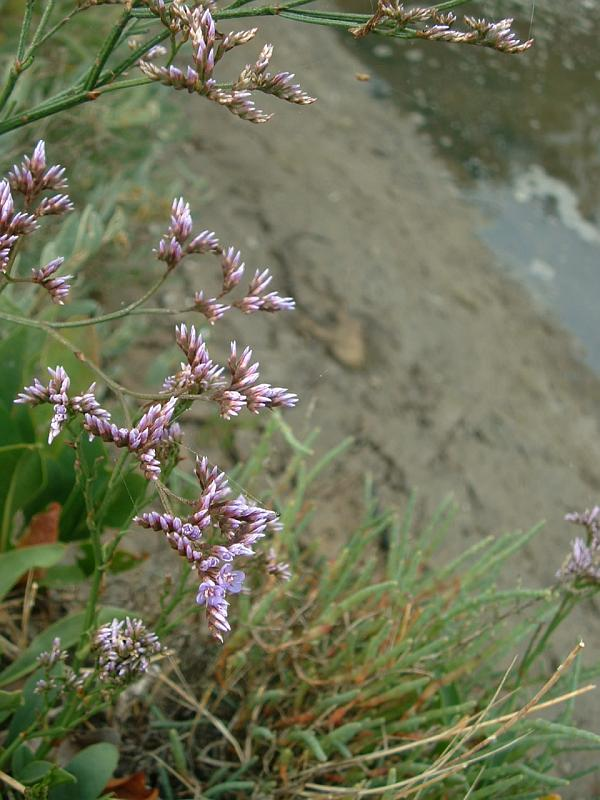
Inflorescences
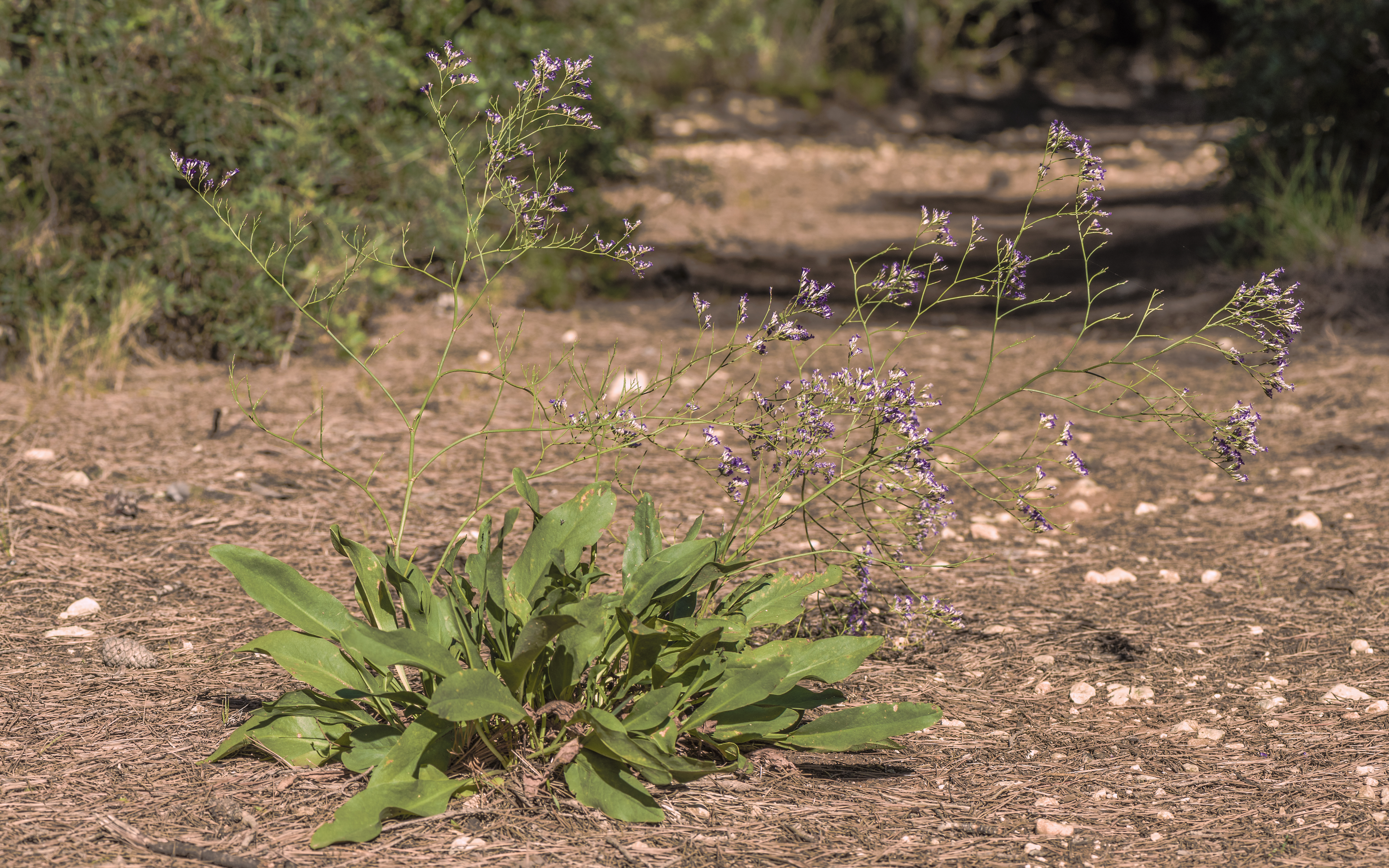
Sous-espèce narbonense (Statice de Narbonne)